# Mary’s Shell

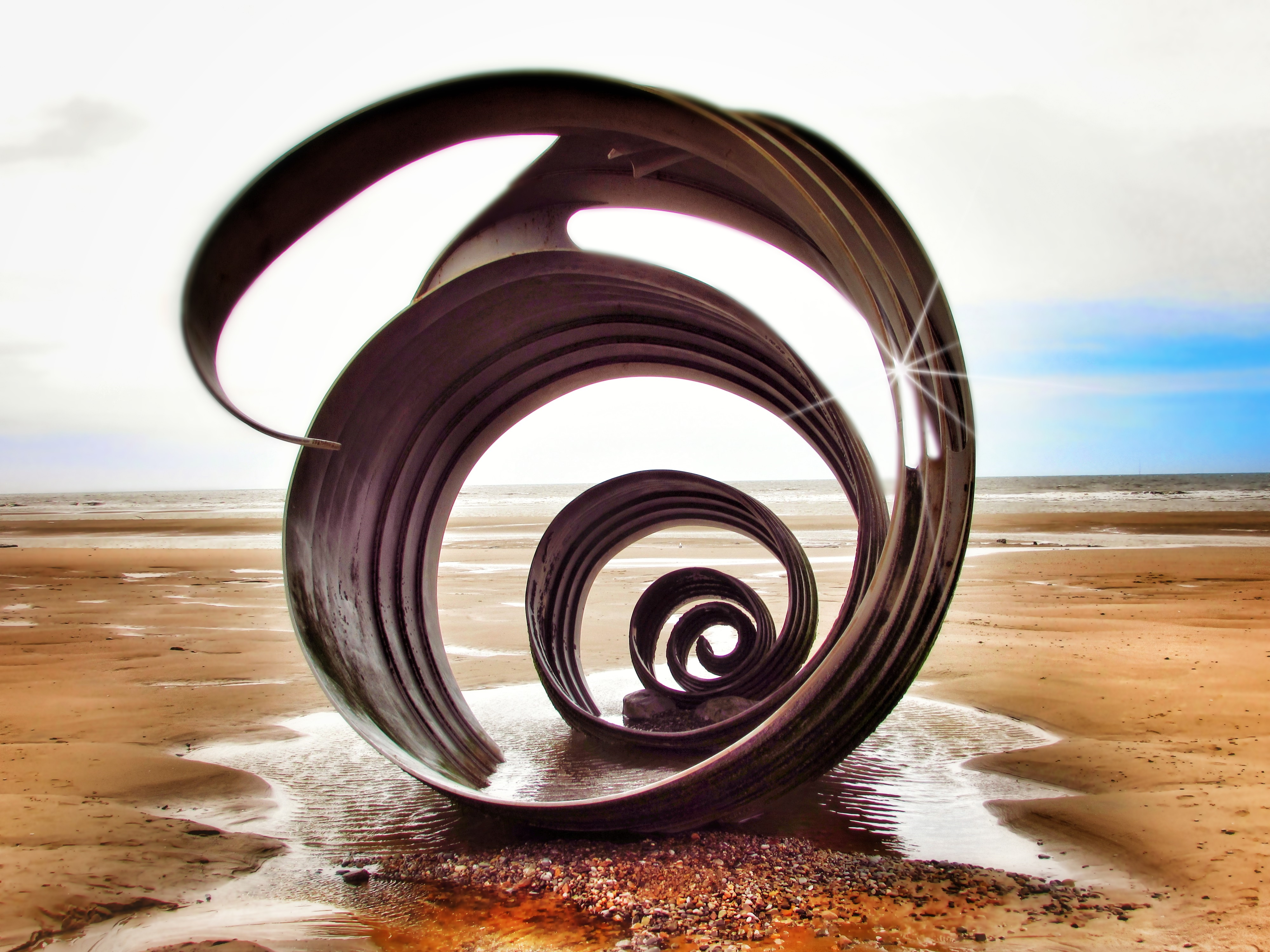
Mary’s Shell

Mary’s Shell ist eine Skulptur in Lancashire. 
Das 17 Tonnen schwere Werk  wurde von Chris Brammall und Stephen Broadbent, dem Entwerfer exotischer Funkmasten, am Cleveleys Beach errichtet.